# 261109 Annie
261109 Annie è un asteroide della fascia principale. Scoperto nel 2005, presenta un'orbita caratterizzata da un semiasse maggiore pari a 3,1828230 au e da un'eccentricità di 0,0611751, inclinata di 9,88610° rispetto all'eclittica.
L'asteroide è dedicato a Annie Lakey Becker, moglie dello scopritore.